# 克里斯·塞爾
克里斯多福·艾倫·塞爾（英語：Christopher Allen Sale, 1989年3月30日—），綽號「兀鷹」、拍賣哥，為美國棒球運動員，目前效力於亞特蘭大勇士，守備位置投手。身高198公分，體重82公斤。
塞爾從2012年起連續六屆入選明星賽。2017年，他的三振四壞比高達5.12，而且僅花了1,290局就達成了生涯1,500次三振為大聯盟最速紀錄。該年也是他首次達成單季300K。雖然該年並未獲得賽揚獎，但自2012~2017年他的得票數都能維持在前六名。
2024年，塞爾以單季18勝、防禦率2.38、225次三振的優異成績，獲得國聯賽揚獎。

## 早年
塞爾生於佛羅里達州的萊克蘭，畢業於萊克蘭高中。他於2007年選秀第21輪被洛磯隊選中，但他並未簽約，而是繼續讀完大學。

## 職業生涯

### 選秀及小聯盟
2010年選秀，塞爾被白襪以第13順位選走。他在1A出賽四場，防禦率僅2.25，隨即被升到3A。他在3A投了7場，共投6.1局，送出15K，防禦率2.84。

### 芝加哥白襪

#### 2010年
2010年8月4日，塞爾被叫上大聯盟，並於8月6日，面對金鶯隊時在第8局初登板。他是2010年選秀的球員中首位於大聯盟登板的球員。9月1日，他面對印地安人拿下生涯首次救援成功。該年他2勝1敗，防禦率1.93，32次三振及4次救援成功。

#### 2011年
2011年他從牛棚出發，2勝2敗，防禦率2.79，79次三振及8次救援成功。

#### 2012年
該年塞爾轉任先發投手。5月28日，他投出單場15K的紀錄，和Eddie Cicotte、艾德·沃爾許以及Jim Scott並列白襪隊史第二，僅次於Jack Harshman的單場16K。整個5月，塞爾先發6場，4勝1敗，防禦率1.71，拿下美聯單月最佳投手。
該季他17勝8敗，防禦率3.05，送出192次三振，賽揚獎排行第六。

#### 2013年
5月12日，塞爾面對天使隊投出一安打完封勝，白襪以3比0贏球。這場比賽塞爾投出6.1局完全比賽，卻被麥可·楚奧特擊出安打破功。2013年明星賽，塞爾於第二局登板，他主投兩局，沒被擊出安打，沒投出保送，送出2K，最終美聯以3比0擊敗國聯，塞爾拿到勝投。
該年他先發30場，11勝14敗，防禦率3.07，226K，投出該季美聯最多的4次完投。最終賽揚獎塞爾排行第五。

#### 2014年
4月21日，塞爾因左手肘屈肌扭傷而放入15天傷兵名單。5月22日，他傷癒復出面對洋基隊，他連續解決17名打者直到被Zoilo Almonte擊出安打，最後白襪3比2贏球。6月7日，塞爾面對天使隊，原本5比0領先，卻在第7局被麥可·楚奧特打出滿貫砲，該局一口氣失掉5分，不過最終還是獲得勝投。塞爾在2014年上半季8勝1敗，防禦率2.08。
最終塞爾12勝4敗，防禦率2.17，送出208次三振。賽揚獎排行第三，僅次於柯瑞·克魯伯與「國王」費利克斯·赫南德茲。

#### 2015年
2015年塞爾因腳受傷而錯過開季，他於4月12日回歸，主投6局送出8K，白襪6比2勝雙城。4月23日對上皇家，塞爾因為觸身球擊中Mike Moustakas而被主審警告。隨後塞爾就在隊友Adam Eaton被皇家投手尤丹諾·范圖拉以滾地球出局後捲入板凳清空群架事件。4月25日，塞爾禁賽5場。
10月2日，塞爾投出單季270K，打破艾德·沃爾許的單季269K紀錄，最後塞爾單季274K。

#### 2016年
塞爾開季前9場先發全數拿下勝投。上半季他拿下14勝3敗，其中有12場優質先發，防禦率3.38，WHIP值1.04。皇家隊教練因此將他排為該年明星賽先發。他在明星賽投一局被克里斯·布萊恩擊出陽春砲掉一分。
7月23日在對上老虎的比賽前，白襪全隊穿上復古球衣。不過塞爾卻用剪刀把復古球衣剪破。7月24日，白襪將塞爾禁賽5天。該年他先發32場，17勝10敗，投了226.2局送出233次三振。他也投了6場完投。

### 波士頓紅襪
2016年12月6日，紅襪用約恩·孟卡達、Michael Kopech、Luis Alexander Basabe及Victor Diaz向白襪交易塞爾。為了向提姆·韋克菲爾德致敬，塞爾把原本在白襪穿的49號改為41號。

#### 2017年
該年塞爾連續8場先發投出十次以上的三振，追平佩卓·馬丁尼茲的紀錄。塞爾在上半季投出11勝4敗，防禦率2.75。塞爾再度入選明星賽先發，成為繼1983和1984年的Dave Stieb後，第一位連續兩季入選明星賽先發的美聯投手。明星賽中，塞爾投2局無失分，還投出2K。下半季第2場先發，塞爾成為繼藍迪·強森、佩卓·馬丁尼茲及諾蘭·萊恩後，第四位在單季前20場先發就達成200次三振的投手。8月29日對上藍鳥，塞爾投出生涯1,500次三振，成為史上最年輕達成1,500K的投手。以1,290局打破凱瑞·伍德的1,303局的紀錄。9月20日，塞爾達成單季300次三振的成就。該季32場先發，他投出17勝8敗，308次三振，防禦率2.90。紅襪以93勝69敗拿下美東冠軍，不過在分區賽輸給休士頓太空人。

#### 2018年
這年塞爾成為球隊的開幕戰先發，他在7月6日拿下大聯盟第100勝。兩天後他入選明星賽，並且連續3年代表美聯擔任明星賽先發。7月31日，他因為肩膀傷勢而進入傷兵名單。8月他雖然傷癒回歸，不過很快他又再度受傷。這年他拿下12勝4敗，防禦率2.11。
2018年美國聯盟分區賽，塞爾擔任2場先發，並拿下1勝。而他在2018年美國聯盟冠軍賽僅先發1場，主投4局失2分。後來他在世界大賽第5場的9局下登板，他成功三振曼尼·馬查多，紅襪也拿下世界大賽冠軍。

#### 2020年
紅襪隊宣佈塞爾的左手肘將接受Tommy John韌帶重建手術。

### 亞特蘭大勇士
2023年12月31日，勇士用Vaughn Grissom向紅襪交易塞爾，並且獲得現金。

## 投球風格
身材高大的塞爾以四分之三側投的機制投球。他主要依賴三種球路：時速93-99英里的快速球、時速85-89英里的變速球和時速77-84英里的滑球。其中滑球更是擁有43%的揮空率。

## 外部連結
- 球員資訊和成績在MLB ，ESPN ，Retrosheet ，Baseball Reference ，Baseball Reference (Minors) ，Fangraphs ，The Baseball Cube ，Baseball Almanac （英文）
- 克里斯·塞爾在台灣棒球維基館上的頁面（繁體中文）